# ソニー・ICDシリーズ
ICDは、ソニー（二代目法人）が開発・販売しているICレコーダーの製品型番である。シリーズ展開当初より「IC RECORDER」のシリーズ名を用いている。

## 製品
以下は日本国内で発売された製品について記述する。

### ICD-50シリーズ
1996年11月にソニー初の民生用ICボイスレコーダーとしてICD-50が発売された。
発売当時はPCMに準じた記録方式とメモリー容量の少なさ（ICD-50は16Mbitで最長12分）から、保存用途ではない簡単な「音声メモ」用途に使われ、会議や講演などの長時間録音は未だテープやMDメディアが主役であった。ストップウォッチを模した手のひらサイズのデザインが特徴。
1997年に録音可能時間（メモリ容量）を増加させたICD-55, 60と、ソニーお家芸のジョグダイヤルを搭載したICD-70、1998年にはICD-80、1999年にはICD-65がそれぞれ発売されている。いずれも外見はICD-50を踏襲している。
ICD-70には「Wav Link」という別売りのパソコン用ソフトがあり、専用ケーブルを用いてパソコンと接続することで、パソコンに用件を保存することができる。

### ICD-Rシリーズ
1999年に発売された機種で、ICD-R100/200の2機種がある。
ICD-50シリーズから一転、今日のICレコーダーで多く見られる直方体に近い形状となった。録音時間は、128分～300分（R200の場合）まで延びた。
本機種にも、別売りのパソコン用ソフト「ICD-PCLINK」があり、専用ケーブルを用いてパソコンと接続することで、パソコンに用件を保存することができる。

### ICD-MSシリーズ
記録媒体に内蔵メモリではなく、リムーバブルメディアであるメモリースティックを用いたシリーズ。「メモリースティックICレコーダー」の名称が用いられた。
付属ソフトを用いる事でパソコン上でデータをコピーする事が可能。1999年12月に発売された「メモリースティックウォークマン」が用いたATRACとも異なる独自フォーマットを使用している。
- ICD-MS1 -1999年12月10日発売
  - ADPCM方式で記録する
- ICD-MS2 -2000年11月21日発売
  - 付属メモリースティックの容量を増やしたマイナーチェンジ版

- ICD-MS500 -2001年11月21日発売
  - 再生・早送り・早戻しなどの操作が、ジョグダイヤルからシーソーキーに変更された
  - 記録方式が、LPECとなる。
- ICD-MS515 -2002年11月21日発売
  - 基本仕様はMS500と同じだが、USB端子を備え、パソコンとの接続に対応した

### ICD-BPシリーズ
本体にUSB端子を備え、パソコンと本体メモリー間でデータの転送を行うことができる。データ転送には専用ソフト「Digital Voice Editor」が必要だが、BP250PC以外は別売りのPC接続キットを購入する必要があった。
- ICD-BP120/220 -2000年11月21日発売
- ICD-BP320 -2001年 6月10日発売
  - BP120/220/320共に、録音方式に "LPEC" を採用。以降、ICDシリーズのメインフォーマットとなる
- ICD-BP250/450 -2002年 2月21日発売
- ICD-BP250PC -2003年6月10日発売
  - BP250に、Digital Voice Editorインストール用CDとUSBケーブルが付属したセット

### ICD-Bシリーズ
機能を絞ったエントリーモデル。パソコン接続には対応しない。録音形式は独自形式のTRCである。
- ICD-B15 -2001年11月21日発売
- ICD-B8 -2003年 6月10日発売
- ICD-B20 -2004年 6月21日発売
- ICD-B20EX -2004年 7月21日発売
  - B20とは一部付属品が異なるセット
- ICD-B40 -2005年 7月21日発売
- ICD-B50 -2006年 7月21日発売
- ICD-B60 -2007年 7月21日発売
- ICD-B61 -2008年 9月10日発売

### ICD-BXシリーズ
Bシリーズと同様、機能を絞ったエントリーモデル。パソコン接続には対応していなかったが、BX332はパソコン接続が可能になった。録音形式はMP3である。
- ICD-BX80 -2009年10月21日発売
  - 内蔵マイクはモノラルだが、外部マイクやオーディオケーブルを接続して録音を行う場合はステレオでの録音も可能
- ICD-BX312 -2011年 2月21日発売
- ICD-BX122 -2012年 2月21日発売
  - モノラル録音のみ
- ICD-BX332 -2012年10月20日発売
  - パソコン接続可能

### ICD-Sシリーズ
現在の主力であるSXシリーズに通じる、細長い筐体が特徴のモデル。
- ICD-S1/3 -2002年 7月21日発売
  - 両機種で機能差はない。付属品が異なる
- ICD-S7 -2002年11月21日発売
  - 後発だが、内蔵メモリーの容量は S1/3よりも少ない

### ICD-STシリーズ
従来はモノラルでしか録音できなかったが、ステレオ録音に対応したモデル。マイク部分は回転させることができ、狙った方向の音を録音しやすくなっている。
- ICD-ST40 -2003年 2月21日発売
- ICD-ST25/45 -2004年 2月21日発売

### ICD-SXシリーズ

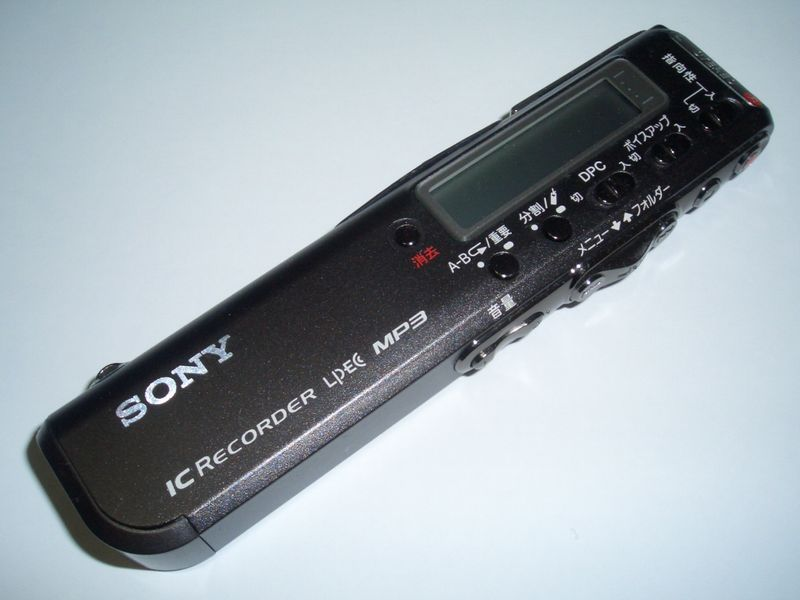
ICD-SX66

2016年現在発売されている、高品質の録音性能とUSB接続端子を備えたシリーズ。全機種ステレオ録音が可能。モデルチェンジと共に機能の拡張も行われている。
- ICD-SX20/30/40 -2003年11月10日発売
  - 内蔵マイクは、本体頭頂部に平行に2つ設けられている
- ICD-SX35/45/55 -2004年10月21日発売
  - 録音モード "ST" の下位となるステレオ長時間モード "STLP" が追加
- ICD-SX56/66 -2005年10月21日発売
  - MP3の再生に対応した。ただしビットレートによっては、DPC（デジタル・ピッチ・コントロール＝再生速度可変）による早聞きができない
- ICD-SX67/77 -2007年 3月16日発売
  - 録音モード "ST" の上位となる "STHQ" が登場。併せてSTモードの音質も向上した
  - 内蔵マイクの配置が本体側頭部に1つずつとなり、また単一指向性用としてセンターマイクを追加
  - 任意に録音レベルを調節可能な、マイク感度 "マニュアル" が追加
  - DPCの調整範囲が、+200％（3倍速）～ -75％（1/4倍速）に拡大
    - 従来は +100％（2倍速）～ -50％（1/2倍速）までだった
    - SX56/66にて、一部のMP3で早聞きできない問題が解決された

  - 再生時に低音を強調する、エフェクト設定が追加
  - 再生・早送り・早戻しなどの操作キーが、従来のシーソーキーから単一のボタンに変更
  - 本体液晶が、従来のセグメントタイプからフルドットタイプに変更
- ICD-SX78/88 -2008年 2月21日発売
- ICD-SX800/900 -2009年 2月21日発売
  - 内蔵マイク部分が、本体からセパレート化した専用ユニットとなる
  - MP3・リニアPCMでの録音・再生と、WMA再生に対応
  - メニュー項目「マイク感度」が「録音感度」に変更、録音感度 "高感度" "音楽" が追加
  - リニアPCMレコーダー・PCM-D50に実装された "プリレコーディング機能" を追加
  - CD音源の録音に便利な "シンクロ録音" を追加
  - 再生時に雑音を低減して、人の声を聞きやすくする "ノイズカット機能" を追加
  - ドラッグ・アンド・ドロップによるデータ転送に対応
  - サウンド編集ソフトウェア「Sound Forge Audio Studio LE」が付属
- ICD-SX850/950 -2009年10月21日発売
  - 電話録音用マイクが付属品に追加される
  - クリアコーティング加工を施し、録音中のタッチノイズを軽減する
- ICD-SX813/713 -2010年10月21日発売
  - DPCに加え、キー(ピッチ)コントロール機能を追加
  - 可動式の2-wayステレオマイクを採用。「インタビューポジション」と「ミーティングポジション」の2つに切り替え可能
  - SX813のみデジタルノイズキャンセリング機能対応イヤホンとS-Masterデジタルアンプを搭載
- ICD-SX734 -2013年 2月21日発売
- ICD-SX1000 -2013年 2月21日発売
  - ICDシリーズで初めてハイレゾ音源の録音（最大96kHz/24bitまで）・再生（最大192kHz/24bitまで）に対応
- ICD-SX2000 -2016年 2月13日発売
  - 上記のICD-SX1000の後継機種。S-Master HXを搭載。可動式の3-wayステレオマイクを採用。「インタビューポジション」と「ワイドステレオポジション」、「X-Yポジション」の3つに切り替え可能
  - このモデルよりmicroSDXCとNFCに対応し、さらにスマートフォンからBluetooth経由でICレコーダーをワイヤレスで操作する「REC Remote」に対応

### ICD-Pシリーズ
BPシリーズから続く、パソコン接続対応エントリーモデル。パソコン接続非対応のBシリーズと棲み分けが行われている。
録音形式はTRC。
- ICD-P30 -2004年11月21日発売
- ICD-P50 -2006年 9月21日発売

### ICD-PXシリーズ
BP・BXシリーズから続く、パソコン接続対応エントリーモデル。長時間録音が特徴。
録音形式はMP3。
- ICD-PX440 -2014年 5月17日発売
  - 96時間の録音が可能（MP3 8kbps（モノラル）時）

- ICD-PX470F -2016年10月22日発売
  - FMチューナーを追加、FM補完放送に対応

### ICD-Uシリーズ
USBケーブルを使わないで直接パソコンに接続できるモデル。録音形式はTRCでモノラル録音のみ可能だが、MP3の再生にも対応。LPECでの録音・再生には対応しない。
- ICD-U60/70 -2006年 9月10日発売

### ICD-UXシリーズ
Uシリーズと同様、USBケーブルを使わないで直接パソコンに接続できるモデル。薄型・軽量・カラフルで、再生時のエフェクトを5種類プリセットするなど、音楽プレーヤーの用途も想定している。
録音・再生フォーマットはMP3。ステレオ録音も可能だが、Uシリーズと同様 LPECでの録音・再生には対応しない。
- ICD-UX70/80 -2007年11月21日発売
  - 録音モードはSXシリーズと異なり、ST, STSP, STLP, SP, LPの5つ
  - シルバー・ブラック・ピンクの3色展開
- ICD-UX71/81/91 -2008年10月21日発売
  - WMA再生に対応した。ただしWMAは、DPCによる早聞きに対応しない
  - ICD-UX70/80に比べ、USB端子を用いての充電時間が短くなった
  - ICD-UX70/80に比べ、使用可能時間が延びた（省電力化）
  - ICD-UX70/80にはなかった、ファイル分割機能が付加された
  - ICD-UX70/80にはなかった、Low Cut Filter機能が付加された
  - ICD-UX70/80にはなかった、本機で再生時にノイズカット機能が付加された
  - ICD-UX70/80にはなかった、本機で再生時にリピート機能が付加された
  - ICD-UX70/80にはなかった、テープレコーダーなどを音源として接続した際の、シンクロ録音機能が付加された
  - ICD-UX71/81は、シルバー・ホワイト・ピンクの3色展開（ICD-UX91はブラック1色）
- ICD-UX200/300F/400F -2009年10月21日発売
  - 本体液晶のサイズが、UX71/81/91に比べ約2.3倍に大型化した
    - 本体そのもののサイズ、質量も若干大きくなった

  - USB端子部はスライド収納式になり、保護キャップがなくなった
  - AAC-LC形式の再生に対応（拡張子は "m4a" ）。ただし、WMAと共にDPCによる早聞きには対応しない
  - FMチューナーを内蔵、FMラジオの聴取と録音が可能になる（UX300F/400Fのみ）
  - メニュー項目「エフェクト」に "カスタム" が追加
  - 型番毎に、以下のカラーバリエーションが用意されている
    - UX200：シルバー・ホワイト・ピンク
    - UX300F/400F：シャンパンゴールド・ブラック・レッド
- ICD-UX512/513F -2010年10月21日発売
- ICD-UX523/523F -2011年10月21日発売
- ICD-UX532/533F/534F -2012年10月20日発売
  - ICD-UX533FA -2015年6月6日発売
    - FM補完放送に対応
- ICD-UX543F/544F - 2013年10月19日発売
  - 電池が内蔵リチウムイオン充電式電池になった
- ICD-UX560F/565F - 2015年11月7日発売

### ICD-AXシリーズ

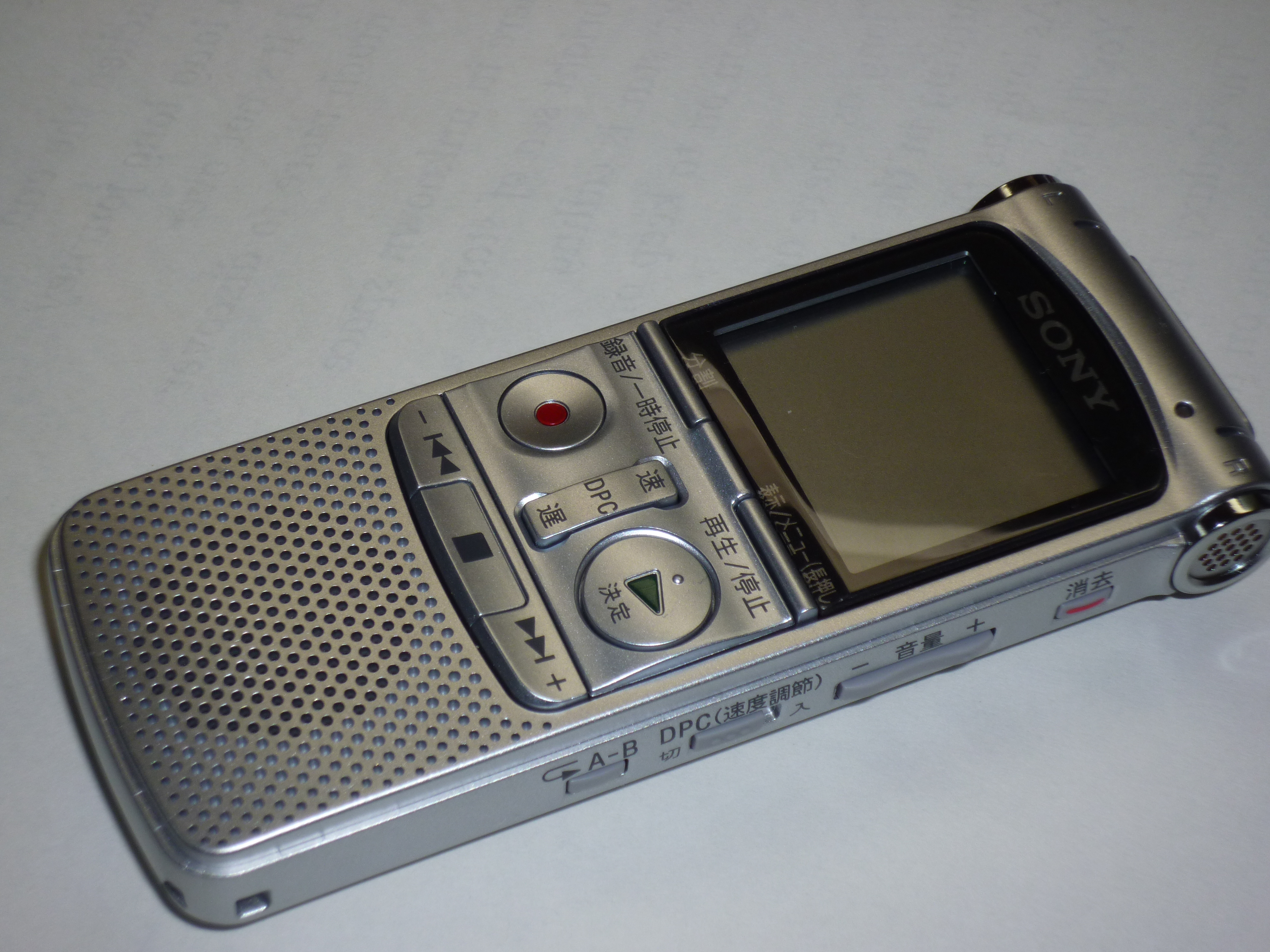
ICD-AX80

大きな液晶とボタンが特徴。テープレコーダーからの乗り換えを想定して、ダビングキットが付属されている。録音・再生フォーマットはMP3。
- ICD-AX70 -2008年10月21日発売
- ICD-AX80 -2009年10月21日発売
  - USB端子が付き、USBからの給電、パソコン接続およびDigital Voice Editorに対応した
- ICD-AX412F -2011年 2月21日発売

### ICD-LXシリーズ
大きな液晶とスピーカーとボタンが特徴。SDメモリーカードのみの録音に対応している。録音・再生フォーマットはMP3。
- ICD-LX30 -2011年10月21日発売
  - 2GBのSDメモリーカードが付属
- ICD-LX31 -2013年10月19日発売
  - 8GBのSDHCメモリーカードが付属

### ICD-TXシリーズ
薄型機種。録音・再生フォーマットはリニアPCMとMP3だが、再生のみWMAとAAC（拡張子は "m4a" ）に対応している。
- ICD-TX50 -2012年 2月21日発売
  - 最薄部約6.4mmの薄型機種。
- ICD-TX650 -2014年10月18日発売
  - 最薄部約7.4mmの小型機種。

### その他
- ICD-MX50 -2005年 2月21日発売
  - 内蔵メモリーとメモリースティック Duoに記録することができ、ステレオ録音にも対応。
- ICD-CX50 -2005年 5月21日発売
  - 小型カメラが付いた機種。音声と一緒に画像も保存できる。「ビジュアルICレコーダー」という名称が使われた

## LPEC
ICDシリーズの特徴のひとつに、録音した音声の圧縮に「LPEC（エルペック）」という独自コーデックを使用していることが挙げられる。
ICD-BP120/220で初めて採用され、以降発売された機種の多くで採用している。また、他社機種がMP3・WMAといった汎用コーデックを採用する中で、頑なにLPECのみ対応を貫いた時期もある。
以下に長所と短所を記す。
- 長所
  - 汎用コーデックに比べ圧縮率が高く、より長時間の録音が可能
  - ブックマーク・重要マークを設定することが可能
    - ブックマークは、用件の途中に設定し、その位置を頭出しできる機能
    - 重要マークは、用件に優先順位を付けて管理できる機能

  - 事前に本体の日時設定をした上で録音を行うと、本体で再生した際に再生位置に合わせて録音日時表示も変化する
- 短所
  - 他人に音声ファイルを渡す場合、相手側ではそのまま再生することができない。別途プラグインをインストールしてもらうか、ファイル形式を変換して渡す必要がある
  - 非可逆圧縮のため、ファイル形式変換時に音が劣化する場合がある
  - 機種毎に拡張子が異なるなど、互換性がない。拡張子が同じであっても、録音した機種とは別の機種で再生する場合は、Digital Voice Editorより転送しないと再生できない場合がある

## Digital Voice Editor
MSシリーズ・BPシリーズ以下のICDシリーズには、「Digital Voice Editor（デジタル ボイス エディター）」というパソコン用の編集・管理ソフトがバンドルされている。製品にインストール用CDが同梱されている他、ICDシリーズのホームページからインストーラーをダウンロードすることも可能。前述の通り、一部CDとUSBケーブルのセットが別売りとされている機種があった。
用件再生・保存・消去といった基本操作以外にも、用件の分割・結合、早聞き・遅聞き、ファイル形式変換、CDからのリッピングなど様々なことができる。
なお、Uシリーズ・UXシリーズなど一部の機種には付属・対応していない。また、ICD-CX50では専用の「Visual and Voice Editor」が付属されている。
メモリースティックに記録する機種のうち、パソコン接続に対応していない機種では「Memory Stick Voice Editor」を用いることで同等の操作が可能（パソコンのメモリースティックスロットを介して書き込み・読み出しを行う）。